# Schwarzbach (Elterlein)
Schwarzbach ist ein Ortsteil der Stadt Elterlein im Erzgebirgskreis in Sachsen.

## Geografie
Schwarzbach liegt im Tal des gleichnamigen Flusses, der den Ort von Norden nach Süden durchfließt. Die höchste Erhebung des Ortes ist der Richterberg im Osten des Tales, an dessen Fuß auch der Rotbach entspringt. Dieser mündet im Schwarzbach, welcher stark mäandernd weiter durch Langenberg und Schwarzenberg fließt und dort schließlich mit der Mittweida ins Schwarzwasser mündet. Das Dorf wurde als typisches Waldhufendorf angelegt und ist noch heute als solches zu erkennen.

### Nachbarorte
| Grünhain    | Elterlein                                   | Hermannsdorf |
| Waschleithe | Kompassrose, die auf Nachbargemeinden zeigt |              |
| Langenberg  | Markersbach                                 | Scheibenberg |

## Geschichte

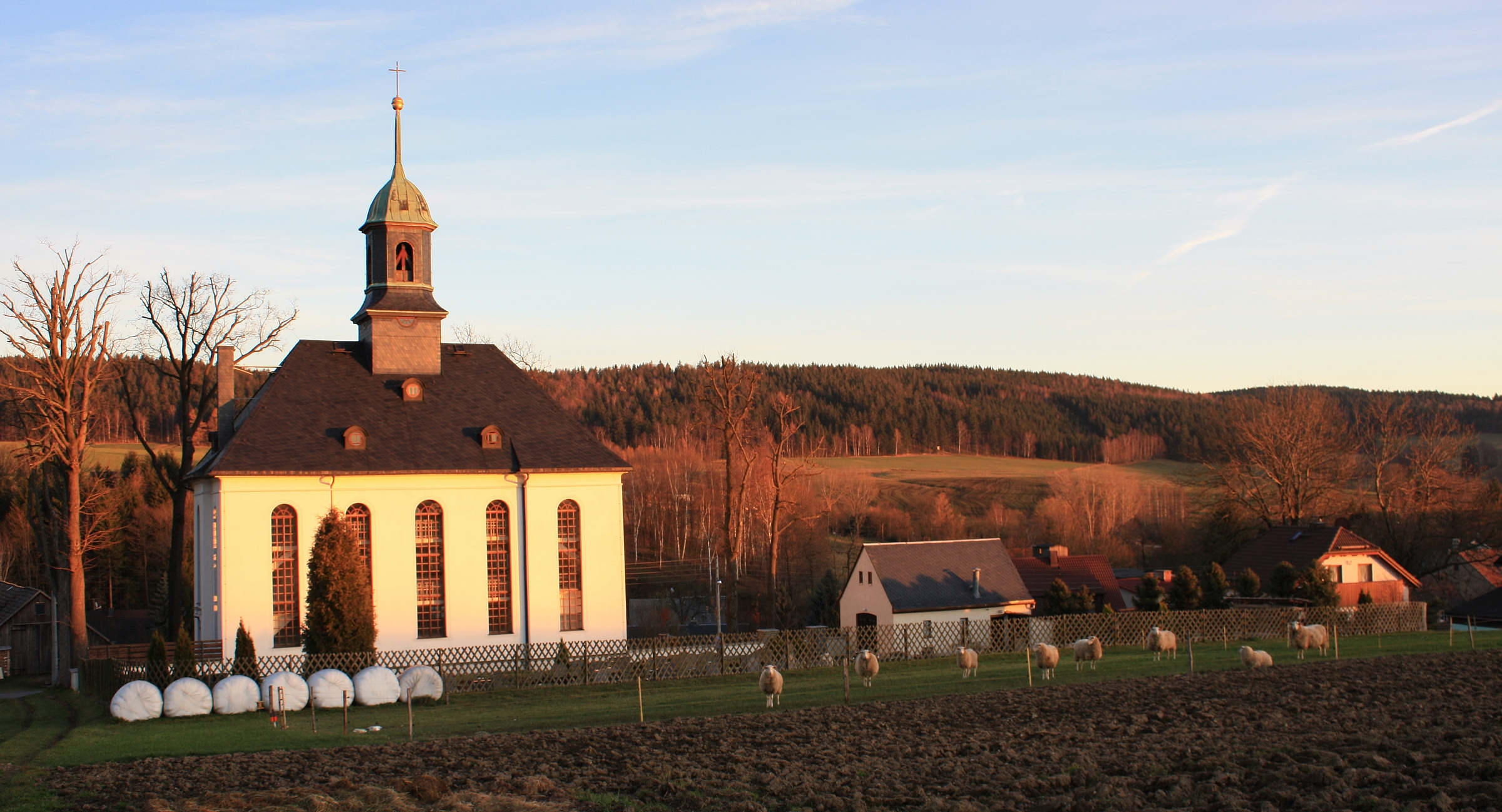
Kirche und Friedhof

Schwarzbach ist eines jener westerzgebirgischen Dörfer, die am Ende des 12. Jahrhunderts durch planmäßige Besiedlung, vermutlich durch mainfränkische Bauern, angelegt wurden. Die erste urkundliche Erwähnung findet sich für das Jahr 1240, als Schwarzbach (als Swartzpach) mit einer Reihe umliegender Dörfer dem damals neu gegründeten Kloster Grünhain geschenkt wurde.
Nach einer Feuersbrunst und der Zerstörung des Ortes im Jahre 1322 wurde durch die Unterstützung der Grünhainer Mönche, die einen Ablass von Papst Johannes XXII. erwirken konnten, Schwarzbach neu aufgebaut. Nach der Reformation, die im späteren Amt Grünhain bereits 1529 durchgesetzt wurde und der damit verbundenen Säkularisation des Klosterbesitzes kam Schwarzbach 1536 an das aus dem Kloster hervorgegangene Amt Grünhain. Im Verlaufe des 16. Jahrhunderts verdingten sich immer mehr Einwohner ihren Verdienst mit Arbeiten, die mit dem aufstrebenden Bergbau verbunden waren. Rings um das Dorf entstanden Berg- und Hammerwerke, die die Lebensgrundlage der gesamten Region wurden. Im Verlaufe des 19. Jahrhunderts verlor der erzgebirgische Bergbau an Bedeutung, sodass viele Schwarzbacher Einwohner ihren Lebensunterhalt mit Holz- und Blecharbeiten bestritten. Eine weitere Haupteinnahmequelle war der gut gehende Flachsanbau. Zusätzliche Einnahmen verdienten sich die Familien mit Spitzenklöppelei.
Heute besteht im Ort kaum Industrie. Das Ortsbild ist geprägt von alten Bauernhäusern und neu erbauten Einfamilienhäusern. Die Anlage als doppelreihiges Waldhufendorf ist noch gut zu erkennen. Über die Jahrhunderte hielt sich die Anzahl der Bauerngüter konstant bei 25.
Kirchlich gehörte das Dorf (mit Ausnahme der nach Elterlein gepfarrten Papiermühle) von alters her zur Parochie Markersbach. Schon im 16. Jahrhundert beklagten sich die Schwarzbacher über den weiten und insbesondere im Winter beschwerlichen Kirchweg. Jedoch wurde erst 1835 infolge eines langwierigen Wegestreits mit einem Markersbacher Bauern der Grundstein für eine eigene Kirche gelegt, die zwei Jahre darauf vollendet wurde. Im selben Jahr wurde Schwarzbach als eine eigene Parochie unter königlicher Kollatur anerkannt. 1937 verschmolz Schwarzbach mit seiner Nachbargemeinde zur Ev.-luth. Kirchgemeinde Elterlein mit Schwarzbach.
Am 1. April 1996 verlor Schwarzbach seinen Status als selbstständige Gemeinde und wurde Ortsteil der Stadt Elterlein.

### Bevölkerungsentwicklung

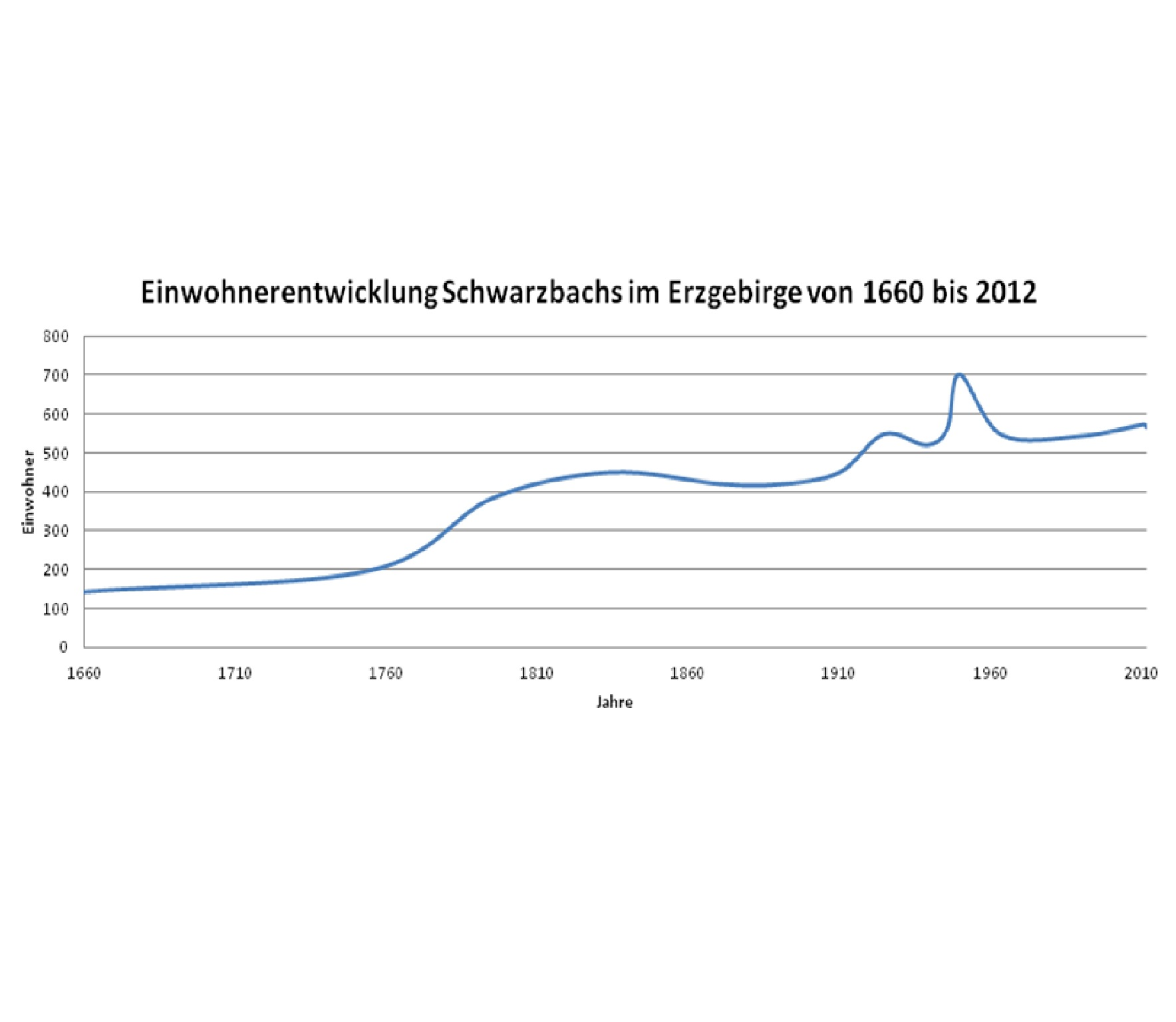
Einwohnerentwicklung von Schwarzbach im Erzgebirge 1660–2012 (ersten beiden Angaben beziehen sich nur auf die Einwohner über 14 Jahren)

| Jahr    | Einwohnerzahl                                        |
| ------- | ---------------------------------------------------- |
| 1548/51 | 25 besessene Mann, 5 Gärtner, 15 Inwohner, 8½ Hufen  |
| 1660    | 143 Personen über 14 Jahren (davon 38 Paar Eheleute) |
| 1755    | 198 Personen über 14 Jahren (davon 55 Paar Eheleute) |
| 1764    | 25 besessene Mann, 19 Häusler                        |
| 1795    | 383                                                  |

| Jahr | Einwohnerzahl |
| ---- | ------------- |
| 1834 | 450           |
| 1855 | 475           |
| 1871 | 420           |
| 1890 | 419           |
| 1910 | 449           |
| 1925 | 549           |

| Jahr | Einwohnerzahl |
| ---- | ------------- |
| 1939 | 520           |
| 1946 | 564           |
| 1950 | 702           |
| 1964 | 546           |
| 1990 | 543           |

### Interpretation der Bevölkerungsentwicklung
Seit dem späten Mittelalter und zu Beginn der Neuzeit wächst die Bevölkerung des Waldhufendorfs Schwarzbach konstant und langsam. Begünstigt wurde dies durch die Lebensbedingungen dieser Zeit, die Einwohnerzahl wurde noch „natürlich“ von hohen Geburts- und Sterberaten bestimmt.
Mit Einsetzen der Industrialisierung in Deutschland wuchs vor allem die städtische Bevölkerung, doch auch die Einwohnerzahl Schwarzbachs im ländlichen Raum stieg vehement. So erreichte sie 1834, im Jahr der Gründung des Deutschen Zollvereins, ein lokales Maximum von 450. Mitverantwortlich dafür ist sicherlich die Verbesserung von hygienischen Verhältnissen und die damit verbundene geringere Säuglingssterblichkeit.
Die Bevölkerungskurve flaut in der zweiten Hälfte des 19. Jahrhunderts leicht ab, bis sie Anfang des 20. Jahrhunderts abermals stark ansteigt. Grund dafür ist das Ende des Ersten Weltkriegs 1918, der Versailler Vertrag und die damit verbundene Bevölkerungsverschiebung von Menschen aus Ostpreußen, Memelland, Oberschlesien und Posen nach Mitteldeutschland. 1925 wurde erneut ein Maximum von 549 Einwohnern erreicht.
Im sich anschließenden Zeitraum, der nationalsozialistischen Diktatur von 1933 bis 1945, sinkt die Bevölkerung untypischerweise trotz der politischen Bemühungen Adolf Hitlers und der NSDAP um eine wachsende Bevölkerung als Kriegsvorbereitung. Grund dafür könnte sein, dass Hitlers Politik die ländliche Bevölkerung weniger erreichte bzw. interessierte.
Mit Ende des Zweiten Weltkrieges 1945 lässt sich ein gewaltiges Wachstum verzeichnen, welches zweifellos mit der Zwangsumsiedlung von Deutschen aus dem Sudetenland und den deutschen Ostgebieten in Verbindung gebracht werden kann. 1950 erreichte die schwarzbacher Bevölkerung ihren Höchststand mit 702 Einwohnern.
Die Jahre des DDR-Regimes von 1949 bis 1990 sind gekennzeichnet durch einen rapiden Fall der Bevölkerungszahlen, bis sie sich um 1964 einpendelte und nahezu konstant blieb.
Nach der Wiedervereinigung 1990 lässt sich erstaunlicherweise ein Zuwachs der Bevölkerung erkennen, obwohl in Ostdeutschland und vor allem im Erzgebirge nahezu überall ein Bevölkerungsschwund vorherrschte. Ein wichtiger dazu beitragender Faktor ist die Globalisierung im 21. Jahrhundert.

### Eingemeindungen
1909 wurde das Hammergut Tännicht aus dem Nachbarort Mittweida eingemeindet.

## Kultur

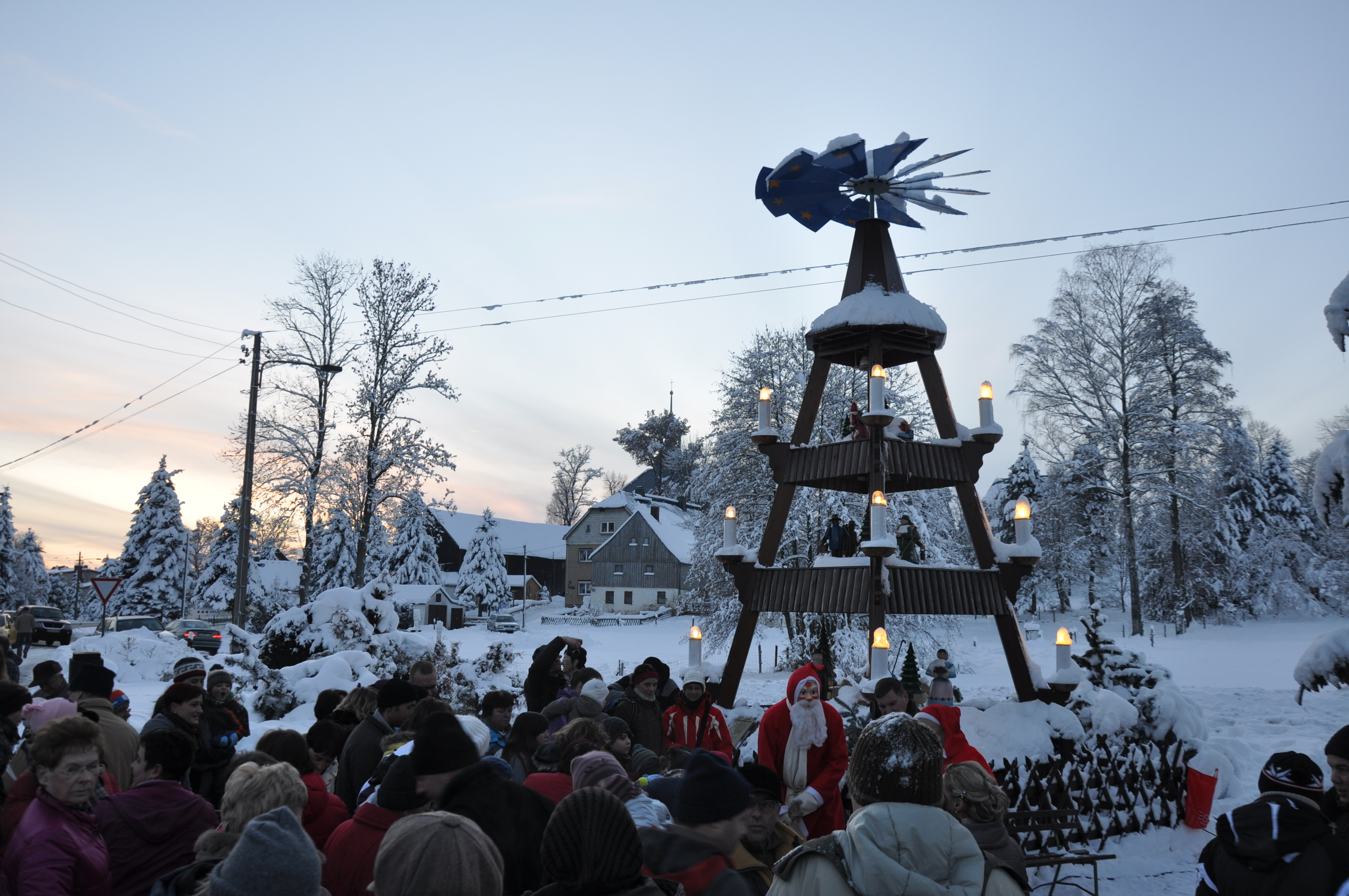
Pyramidenanschieben 2012

Neben der klassizistischen Dorfkirche ist besonders das Tännichtgut im Süden des Ortes ein architektonisches Kleinod.
Seit 1996 besitzt der Ort eine Weihnachtspyramide, die jedes Jahr am Wochenende des 1. Advents beim „Schwarzbacher Peremettenahschiebn“ in Gang gesetzt wird.
Seit einigen Jahren werden in Schwarzbach ebenfalls die Erzgebirgischen Dengelmeisterschaften ausgetragen. Weiterhin populär sind die Sommer- und Weihnachtsfeiern der Interessengemeinschaft zu Seniorenbetreuung.
Zahlreiche Vereine prägen das Ortsbild und dessen Einwohner.

## Verkehr
Durch das Dorf führt die Staatsstraße S 269. Die Buslinien 441 und 419 verbinden Schwarzbach mit Annaberg-Buchholz, Schwarzenberg/Erzgeb., Ehrenfriedersdorf und Zwönitz. Schwarzbach hat vier Bushaltestellen (von Nord nach Süd) „Gasthof Hackebeil“, „Gasthof Beyer“, „Wendeschleife“ und „Ortsausgang“. Die Bahnlinie im Südosten von Schwarzbach führt von Annaberg nach Schwarzenberg, wird aber allerdings nicht mehr regelmäßig befahren.

## Galerie

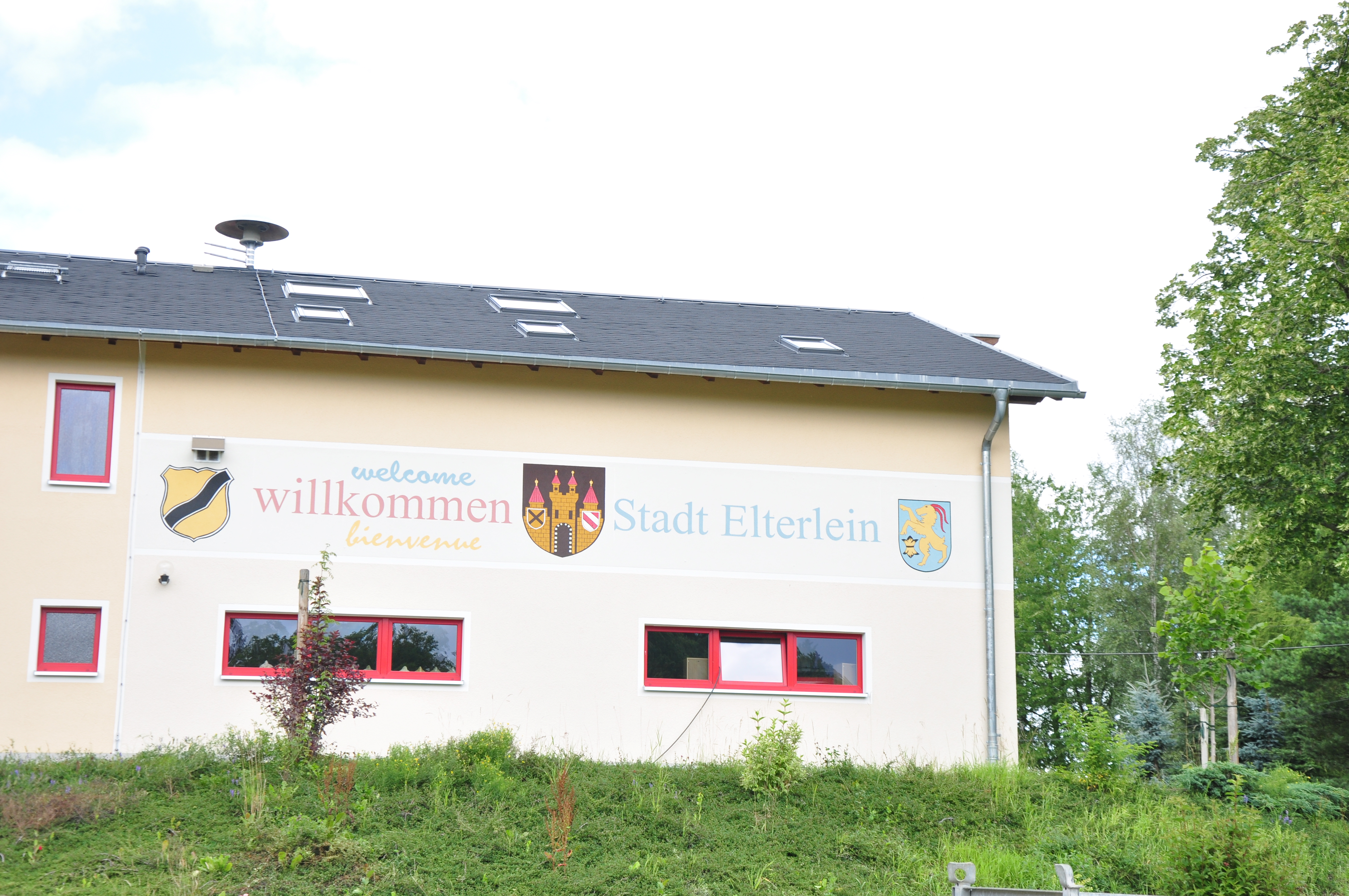
Feuerwehrhaus der Freiwilligen Feuerwehr Schwarzbach
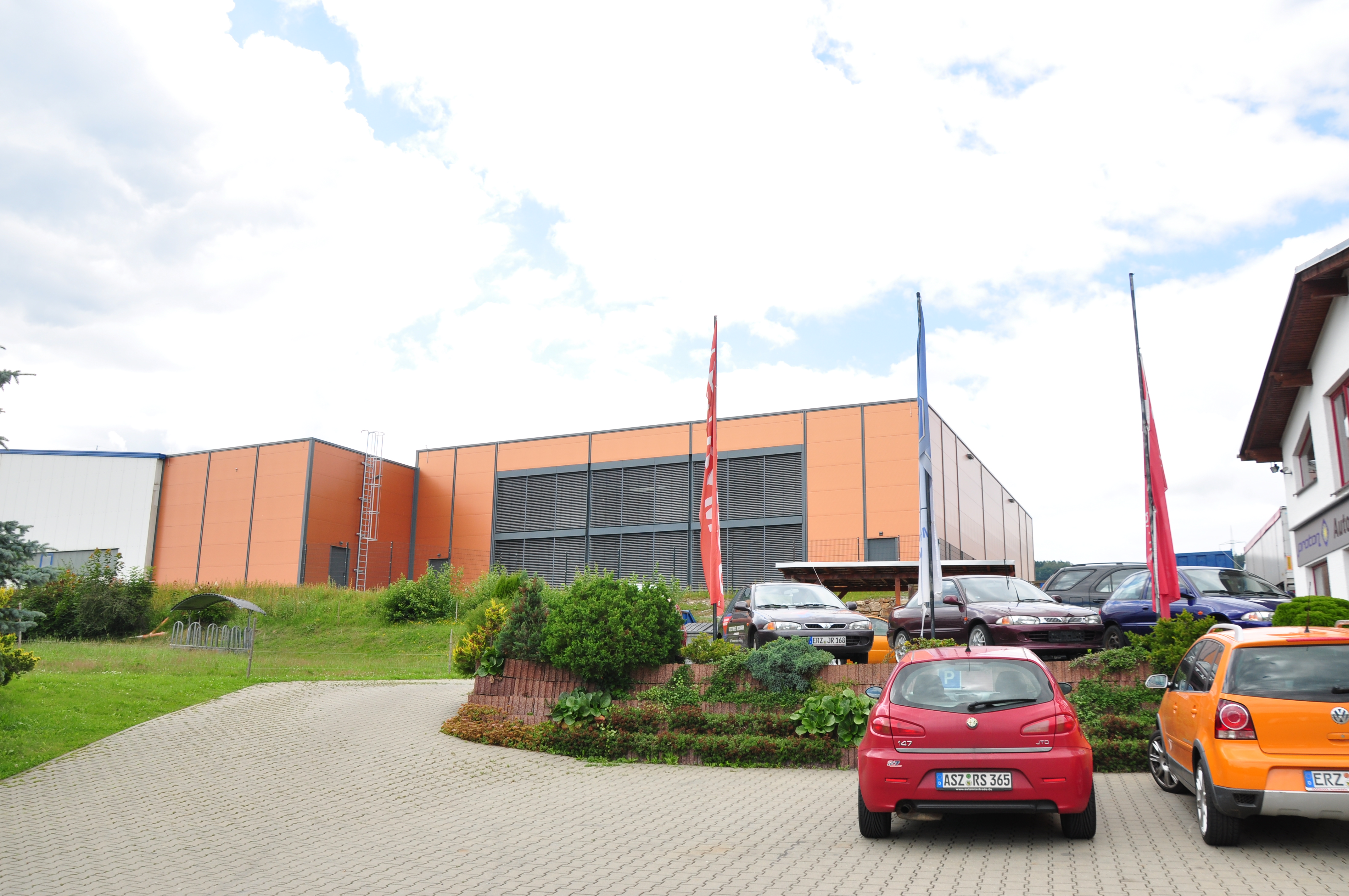
Produktions- und Lagerhalle Metallwaren Leibiger
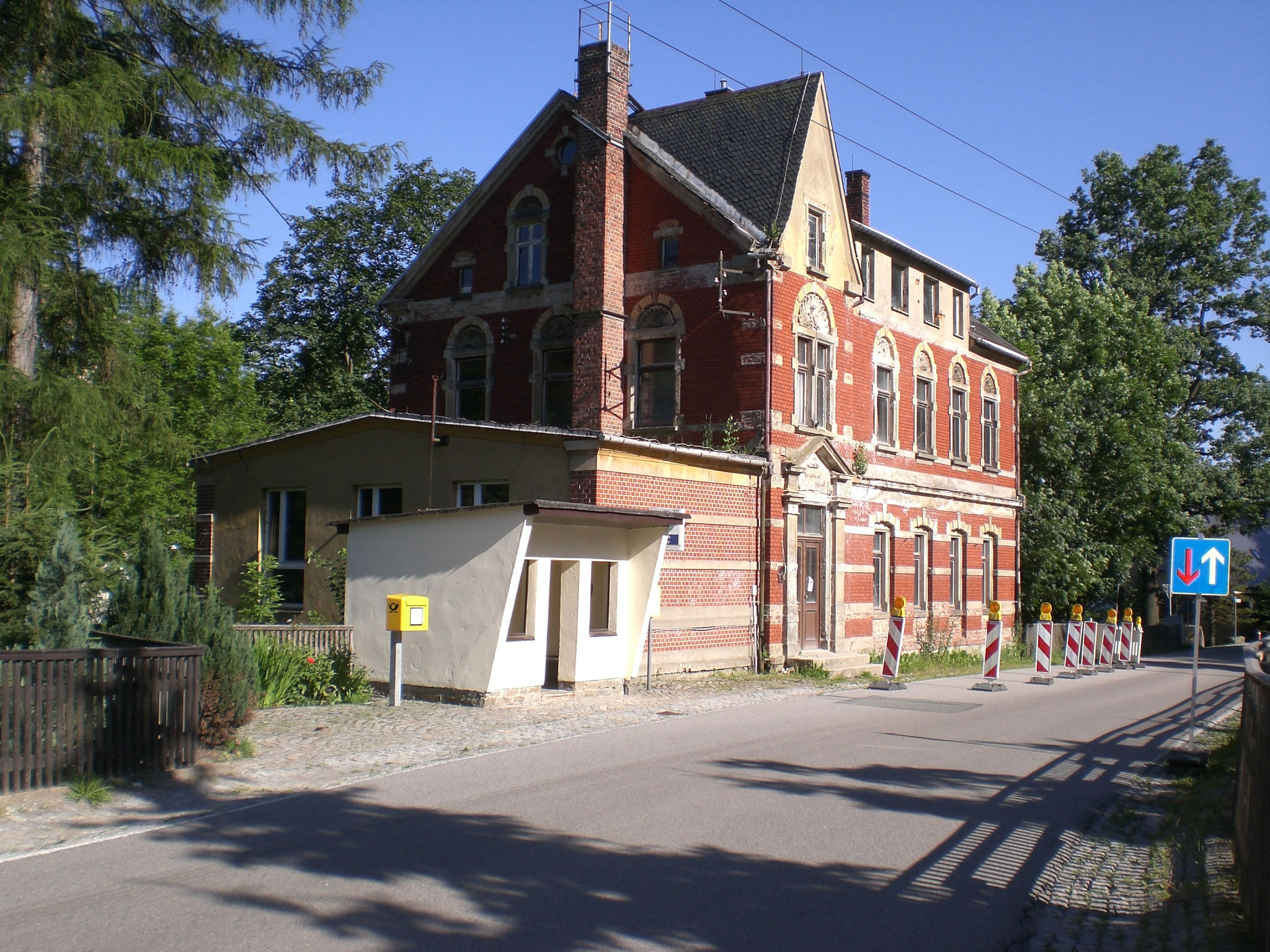
Ehemaliges Schulgebäude, 2012 abgerissen
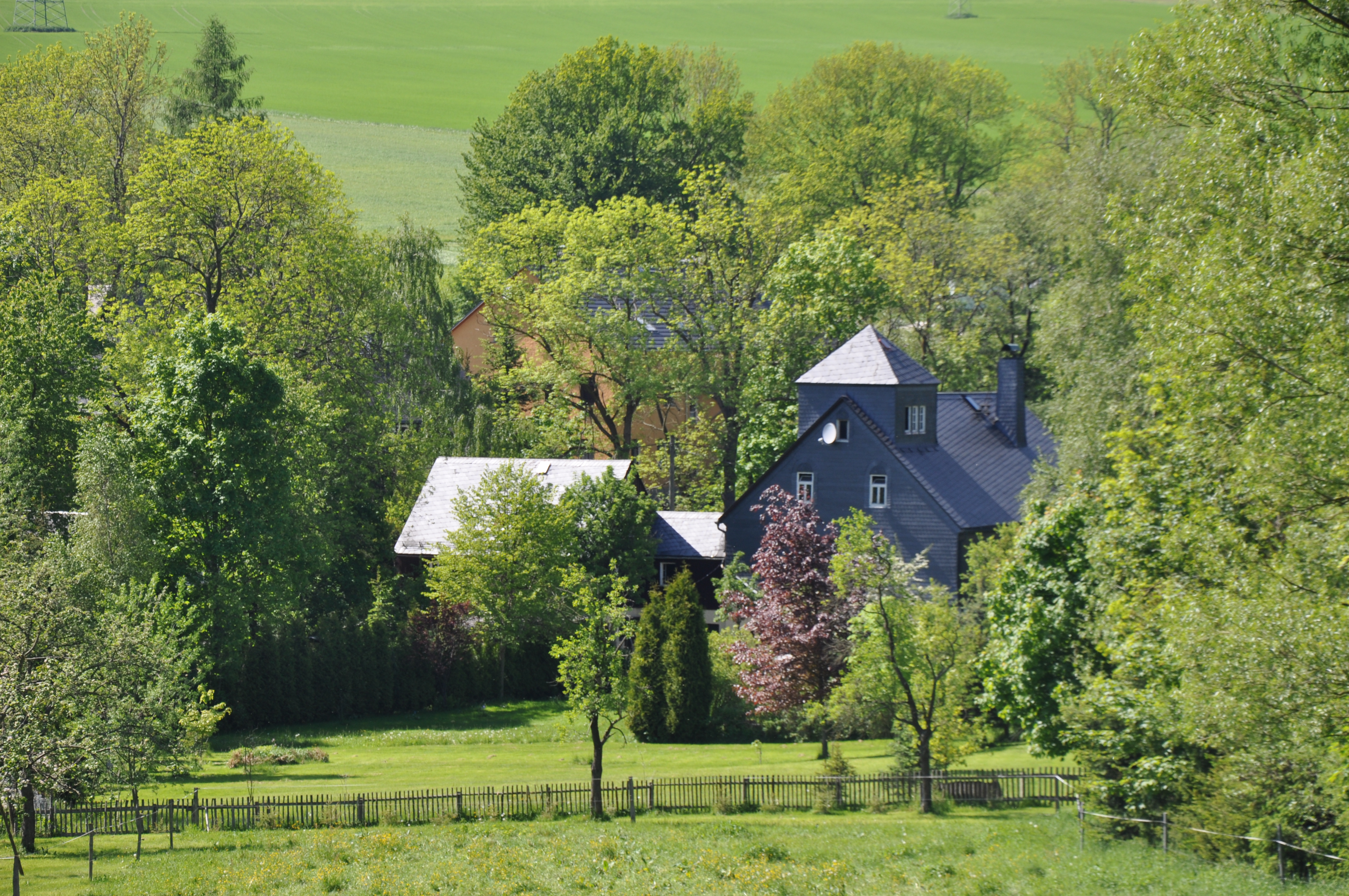
Mühle und Bäckerei Doering